# Мэйс, Стюарт
Стюарт Дэвид Мэйс (англ. Stuart David Mayes, 6 марта 1937, Эдмонтон, Мидлсекс, Англия, Великобритания) — британский хоккеист (хоккей на траве), нападающий.

## Биография
Стюарт Мэйс родился 6 марта 1937 года в британском городе Эдмонтон (сейчас часть Большого Лондона).
Играл в хоккей на траве за Кембриджский университет.
В 1960 году вошёл в состав сборной Великобритании по хоккею на траве на Олимпийских играх в Риме, занявшей 4-е место. Играл на позиции нападающего, провёл 4 матча, забил 2 мяча в ворота сборной Швейцарии.